# Sinnack Backspezialitäten
Die Sinnack Backspezialitäten GmbH & Co. KG ist ein Produzent für Backwaren zum Fertigbacken mit Hauptsitz in Bocholt in Nordrhein-Westfalen.
Das seit 1899 bestehende Unternehmen befindet sich in dritter und vierter Generation in Familienbesitz. Sinnack verfügt neben dem Stammsitz in Bocholt über einen weiteren Produktionsstandort in Droßdorf in Sachsen-Anhalt. Mit einem Jahresumsatz von 280 Mio. Euro (2023) gehört Sinnack zu den größten Backwarenproduzenten Europas.

## Geschichte
Im Jahr 1899 gründete der Bäckermeister Julius Sinnack in Bocholt den ersten Sinnack-Bäckereibetrieb. 1907 wurde das Unternehmen als Bocholter Brotfabrik ins Handelsregister eingetragen. Nach dem Tod von Gründer Julius Sinnack übernahm sein Sohn Julius Hermann Sinnack 1945 den Betrieb. Dieser erweiterte das Unternehmen in den Folgejahren und baute eine größere Bäckerei am neuen Standort in Bocholt. Im Jahr 1970 übernahm sein Sohn Julius Peter Sinnack die Geschäftsführung.
1978 stellte Sinnack die eigene Brot-Produktion ein und konzentrierte sich auf die Herstellung von Aufbackwaren. Im selben Jahr wurden die ersten Sinnack-Baguettes zum Fertigbacken für den deutschen Lebensmitteleinzelhandel auf dem Markt eingeführt.
1994 erweiterte Sinnack seine Produktion um ein Werk in Droßdorf. Im Jahr 2002 wurde Sinnack als erste Großbäckerei in Deutschland nach IFS zertifiziert.
Die Gräfer Back GmbH wurde im Jahr 2005 als eigenständiges Unternehmen gegründet und 2022 in Sinnack Snacks GmbH & Co. KG umbenannt. Das Unternehmen wird als Familien- und Schwesterunternehmen von Jana Sinnack, einer weiteren Tochter von Julius Peter Sinnack, geführt, und hat sich auf die Herstellung von Wraps spezialisiert.
2014 stieg mit Lena Sinnack, der Tochter von Julius Peter Sinnack, ein Familienmitglied der vierten Generation in die Geschäftsführung ein.

## Produkte
Sinnack produziert Backwaren zum Aufbacken, dazu zählen verschiedene Sorten von Brötchen, Baguettes, Ciabattas, Toastbrötchen und Bio-Brötchen. Zudem bietet Sinnack Wraps und sogenannte Snackbrötchen an. Das Produktportfolio umfasst auch Trockenwaren, gekühlte Produkte und tiefgekühlte Erzeugnisse.
Das Unternehmen wurde mit dem Bundesehrenpreis 2022 und 2023 in der Kategorie Backwaren ausgezeichnet. Der Bundesehrenpreis wird vom Bundesministerium für Ernährung und Landwirtschaft an Unternehmen der Lebensmittelwirtschaft verliehen, deren Produkte bei den DLG-Qualitätsprüfungen besonders gute Gesamtergebnisse erzielen.